# پلودوپیتومنیک (آدیغیه)
پلودوپیتومنیک (به لاتین: Plodopitomnik) یک منطقهٔ مسکونی در روسیه است که در شهرستان کوشخابلسکی واقع شده‌است. پلودوپیتومنیک ۹۰ نفر جمعیت دارد.